# Madonna Litta
Madonna Litta es una pintura atribuida por muchos investigadores al pintor renacentista italiano Leonardo da Vinci. Se ejecutó al temple sobre tabla, habiéndose transferido a tela. Mide 42 cm de alto y 33 cm de ancho. Pertenece a los años 1490-1491. Se conserva en el Museo del Hermitage de San Petersburgo en Rusia.

## Historia
Se trata de la Virgen con el Niño Jesús. Leonardo debió pintar esta Virgen en los años 1480, estando en Milán para los Visconti.
Hay numerosas réplicas de la obra realizadas por otros pintores renacentistas. Se conserva un esbozo preliminar de la cabeza de la Virgen, realizado por Leonardo, en el Louvre. La extraña postura del Niño, sin embargo, ha llevado a algunos autores a atribuir partes de la pintura Boltraffio, alumno de Leonardo.  Otras claves que contribuyen al hecho de que Leonardo hizo que alguno de sus alumnos completase la obra incluyen los marcados perfiles de la Virgen y el Niño, así como el paisaje, un tanto sumario.
En años recientes, sobre la base de una comparación estilística, algunos críticos, entre los que se encuentran Carlo Pedretti, David A. Brown, Maria T. Fiorio y P. C. Marani consideran que esta obra es producto del pincel de Giovanni Antonio Boltraffio.
A finales del siglo XVI perteneció a Pirro Visconti Borromeo, que la conservó en el Ninfeo de Lainate. Después pasó a los Litta por vía hereditaria. En 1865, Alejandro II de Rusia la adquirió del Conde Litta, entonces ministro en San Petersburgo, y depositó la pintura en el Museo del Hermitage, donde se ha expuesto hasta el día de hoy. La pintura aparece brevemente en la película de 2006 El código Da Vinci.

## Análisis
Se trata de una Virgen de la Leche, en la que aparece María dando el pecho a su Hijo. Ella se encuentra de perfil, con el pelo recogido en un velo de gasa y pedrería. Viste un manto azul en armonía con el color del cielo que se ve a través de las ventanas simétricas del fondo. Esta utilización del color azul pone en evidencia una función simbólica: la Virgen como mediadora entre el cielo y la tierra.
El Niño sostiene en su mano izquierda un pequeño pájaro. Con la otra cubre el pecho de su madre, lo que contribuye a que la escena respete el decoro.